# Eustroma lativittaria
Eustroma lativittaria är en fjärilsart som beskrevs av Moore 1867. Eustroma lativittaria ingår i släktet Eustroma och familjen mätare. Inga underarter finns listade i Catalogue of Life.